# Sebastian Siebrecht
Sebastian Siebrecht, né le 16 avril 1973 à Herdecke (Rhénanie-du-Nord-Westphalie) est un grand maître international d'échecs allemand. Il a obtenu le titre de maître FIDE en 1993, suivi du titre de maître international en 1996. Il a reçu le titre de grand maître international en 2008.

## Biographie et carrière
Siebrecht est né à Herdecke le 16 avril 1973. À l'âge de trois ans, il a déménagé avec ses parents à Essen. Il a commencé à jouer aux échecs parce qu'il regardait son père et son frère jouer et était intéressé. Il a commencé à jouer son père. Il cite également un ami d'école, qui s'intéressait aux échecs, avec qui il jouait aux échecs les yeux bandés pendant les cours de mathématiques.
Étant très grand (2,02 m), il a fait partie de l' équipe de basket-ball de son école, jouant pour la section régionale (RNW) U17. Il a étudié le droit à la Université de la Ruhr à Bochum.
En 1993, Siebrecht a obtenu son titre de maître FIDE (Fédération internationale des échecs) et, trois ans plus tard, son titre de maître international. La FIDE lui a décerné le titre de grand maître bien qu'il n'ait jamais croisé plus de 2500 en ELO sur la liste officielle des classements FIDE.
En août 2010, Siebrecht a remporté le concours Chess960 à Baden-Baden.
Siebrecht est connu pour se heurter à des tricheurs en compétition. Pour la première fois en 2011, lors des Championnats d'Allemagne, le maître FIDE Christoph Natsidis a été retrouvé avec un smartphone analysant la position actuelle dans laquelle il se trouvait. Un an plus tard, Falko Bindrich a vu sa partie perdue après avoir refusé de remettre son smartphone et a été plus tard suspendu de jeu,.
Il participe au Championnat de France d'échecs des clubs en 2005, 2006 et 2009 pour Cannes Échecs

## Sources
- (en) Cet article est partiellement ou en totalité issu de l’article de Wikipédia en anglais intitulé « Sebastian Siebrecht » (voir la liste des auteurs).